# Convogli della prima guerra mondiale
I convogli della prima guerra mondiale vennero utilizzati dalla marina britannica e francese per proteggere le navi da carico o da trasporto provenienti o dirette nelle colonie d'oltremare. Caduti in disuso con l'avvio delle navi a vapore, i convogli non vennero organizzati in maniera sistematica fino al 1916 e contribuirono a sconfiggere la minaccia degli U-Boot nell'Atlantico. In prossimità delle coste venne utilizzata anche l'aviazione per difendere le navi.

## Storia

### Origini

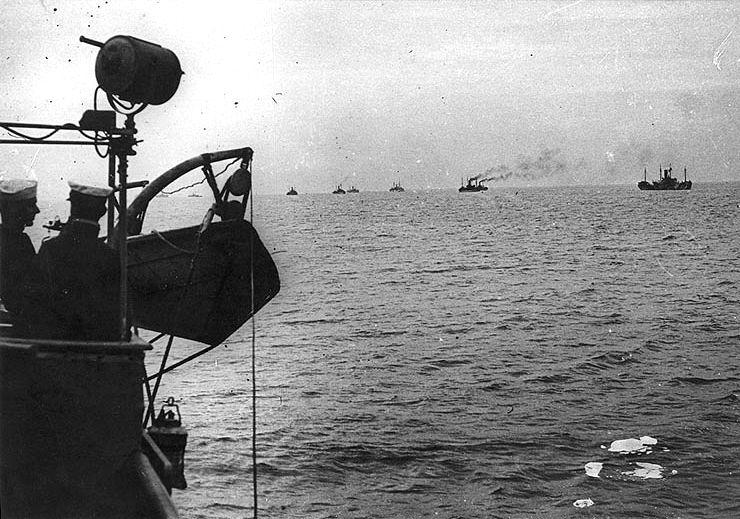
Un convoglio transatlantico in avvicinamento a Brest nel novembre 1918. La foto è stata scattata a bordo dello yacht a vapore USS Rambler

Il primo grande convoglio navale della prima guerra mondiale venne organizzato dall'ANZAC (Australian and New Zealand Army Corps – Corpo di spedizione australiano e neozelandese). Il 18 ottobre 1914 dieci navi da trasporto cariche di soldati lasciarono il porto di Wellington, in Nuova Zelanda, scortate dalla corazzata giapponese Ibuki per unirsi ad Albany a un altro convoglio di ventotto navi scortate dagli incrociatori leggeri australiani Sydney e Melbourne. Durante la navigazione il Sydney venne distaccato per affrontare l'incrociatore tedesco Emden (affondato il 9 novembre nella battaglia delle Isole Cocos), con il convoglio proseguì per Aden, raggiunta il 25 novembre sotto la protezione aggiuntiva dell'incrociatore leggero giapponese Chikuma. La Marina imperiale giapponese continuò a offrire protezione ai convogli dell'ANZAC per tutta la guerra, e, tempo permettendo, vennero fatti alzare in volo anche i dirigibili.
L'impiego dei sommergibili da parte delle marina militare britannica e russa contro i mercantili neutrali svedesi che trasportavano minerali ferrosi in Germania spinse la Svezia, dietro le pressioni dell'Impero tedesco, ad adottare dal novembre 1915 il sistema di proteggere i suoi mercantili con navi da guerra. L'idea venne proposta anche in Germania, ma la marina militare rifiutò di mettere a disposizione le proprie navi. In ogni caso nell'aprile 1916 l'ammiraglio Enrico di Prussia, comandante in capo delle forze navali tedesche nel teatro del mar Baltico, approvò scorte regolari ai convogli diretti in Svezia. Le perdite calarono sensibilmente e si attestarono ai livelli del 1915. Un'azione degna di nota si verificò nel giugno 1916 quando un contingente della flotta russa del Baltico agli ordini dell'ammiraglio Kolčak distrusse alcuni mercantili svedesi e un incrociatore ausiliario tedesco nella Baia di Bråviken, lasciando tuttavia scappare la maggior parte del convoglio nelle acque di Norrköping.

### I convogli entrano a regime
L'iniziale avversione dell'Ammiragliato verso i convogli mercantili (non, quindi, quelli che trasportavano truppe), venne motivata con la scarsità di navi per assolvere tale compito. I calcoli, tuttavia, vennero fatti su basi errate: sia il comandante della divisione antisommergibile Reginald Henderson che il ministero delle spedizioni stimavano in 2.400 i vascelli in arrivo o in partenza ogni settimana, vale a dire trecento al giorno, inoltre l'Ammiragliato assumeva che per ogni nave mercantile ci dovesse essere una nave da guerra per fargli da scorta. Nella realtà le navi in partenza o in arrivo erano solo centoquaranta, venti al giorno. I convogli vennero giudicati obiettivi troppo grandi e difficilmente difendibili, più esposti ai campi minati, e l'opinione più diffusa tra le alte sfere della marina britannica era che le navi da guerra avrebbero attirato ancora di più l'attenzione degli U-Boot, anziché scoraggiarla, perché esse stesse erano obiettivi potenzialmente attaccabili.
L'Ammiragliato fece notare che il personale civile non era in grado di navigare in formazione, considerando anche la diversa velocità che ogni nave era in grado di sviluppare, una cosa fatta notare nel febbraio 1917 anche dagli stessi capitani della marina mercantile. I porti inoltre avrebbero avuto serie difficoltà a smistare le enormi quantità di materiali che i convogli facevano arrivare simultaneamente. Queste considerazioni non tenevano conto del fatto che i convogli costringevano gli U-Boot ad attaccare obiettivi difesi e rendendo ardui gli attacchi multipli, dal momento che al primo lancio di siluri la scorta avrebbe inevitabilmente iniziato la ricerca del sommergibile. Nel dicembre 1917 il primo lord dell'ammiragliato Geddes rimosse il primo lord del mare John Jellicoe a causa delle sue posizioni contrarie all'uso dei convogli.
Opposizione o no, la Gran Bretagna fece partire il suo primo, regolare convoglio il 26 luglio 1916, per proteggere i mercantili che da Hoek van Holland, nei neutrali Paesi Bassi, navigavano verso Harwich, minacciati dagli U-Boot di base nelle Fiandre. Prima che i tedeschi dichiarassero la guerra sottomarina indiscriminata, il 1º febbraio 1917, si contò una sola nave affondata, ma anche dopo tale data le perdite si mantennero accettabili: solamente altre sei navi colarono a picco prima della fine della guerra, sebbene dai due porti salparono un totale di 1.861 navi. I convogli olandesi, a volte definiti "Beef Trip" ("viaggi della carne" a causa del cibo che trasportavano), erano scortati dai cacciatorpediniere della Harwich Force, e, col prosieguo della guerra, anche dagli aerei da pattugliamento AD Flying Boat che decollavano da Felixstowe. Dai Paesi Bassi partirono anche convogli carichi di carbone. Il primo di questi convogli partì sotto la scorta della marina francese, mentre la Royal Navy effettuò la sua prima scorta il 10 febbraio. I convogli del carbone erano costituiti da un misto di navi a vapore e navi a vela, ed erano meno difesi rispetto a quelli della carne.
Alla fine, su 39.352 partenze, non arrivarono a destinazione cinquantatré navi. Dopo le pesanti perdite patite nel 1916 la Norvegia richiese una scorta anche per i propri convogli, ma inizialmente si rifiutò di seguire le rotte stabilite dall'Ammiragliato britannico, almeno fin quando i tedeschi non avviarono la guerra sottomarina indiscriminata; i convogli iniziarono con regolarità il 29 aprile con destinazione Lerwick, nelle Isole Shetland, dove proseguivano per l'Humber. La scorta aerea era fornita dai velivoli stanziati nella Scozia e nello Yorkshire. Per garantire l'arrivo di merci dall'oceano Atlantico il Gabinetto di guerra propose la formazione di convogli anche in questo teatro marino nel marzo 1917, ma l'Ammiragliato diede parere contrario. Fu solamente dopo che gli U-Boot affondarono oltre 874.000 t di navi (e le riserve di grano dell'arcipelago britannico calarono a sei settimane) che l'Ammiragliato cambiò idea, più precisamente il 26 aprile, quando il contrammiraglio Alexander Ludovic Duff, capo della divisione antisommergibile, suggerì l'organizzazione dei convogli all'ancora primo lord del mare Jellicoe, che approvò la proposta il giorno successivo.
Le scorte erano costituite per la porzione oceanica del viaggio da incrociatori obsoleti, navi mercantili armate e corazzate pre-dreadnought, mentre per le più insidiose acque attorno al Regno Unito erano disponibili anche i cacciatorpediniere (in numero limitato: dei settantacinque necessari ne erano disponibili quarantatré) Per avvistare i sommergibili tedeschi vennero messi in campo anche palloni d'osservazione e kytoon. Il primo di questi convogli lasciò Gibilterra il 10 maggio 1917 e arrivò nella rada di Downs il 22 maggio; nell'ultima parte del viaggio la copertura aerea venne garantita da un idrovolante decollato dalle Isole Scilly. I convogli di Gibilterra divennero regolari il 26 luglio. Presto anche i cargo provenienti dagli Stati Uniti d'America vennero organizzati in convogli. Il primo convoglio transatlantico lasciò Hampton Roads il 24 maggio sotto la protezione dell'incrociatore corazzato Roxburgh, a cui il 6 giugno si unirono otto cacciatorpediniere provenienti da Devonport.
Tutte le navi da carico arrivarono a destinazione il 10 giugno, salvo una, silurata dai tedeschi. I convoglio da Hampton Roads acquistarono regolarità il 15 giugno, quelli dalla città canadese di Sydney il 22 giugno e quelli dal porto di New York il 6 luglio. Dal 31 luglio salparono anche i convogli dal protettorato britannico della Sierra Leone e da Dakar. Le perdite subite dalle navi dei convogli erano del 10% inferiori rispetto alle navi che navigavano solitarie. La fiducia in questo sistema aumentò rapidamente nell'estate 1917, specialmente quando si capì che i convogli potevano essere più numerosi di quanto finora pensato, dalle dodici navi iniziali alle venti del giugno 1917, aumentate a ventisei a settembre e a trentasei a ottobre. Sia il comandante della marina statunitense nel Regno Unito, contrammiraglio Sims, sia l'ambasciatore statunitense Page supportarono l'idea dei convogli, e quando gli USA entrarono in guerra la marina statunitense inviò nelle acque britanniche trenta cacciatorpediniere per ovviare ai deficit della Royal Navy. La marina tedesca fu costretta a rivedere la sua strategia sottomarina e concentrò i suoi U-Boot nel teatro del Mediterraneo, dove l'uso dei convogli era stato limitato dalla conferenza di Corfù del 1916.
In queste acque entrarono in azione contro gli U-Boot le marine di Regno Unito, Francia, USA, Giappone, Italia e Brasile. Le prime rotte a essere messe sotto protezione furono quelle che dal Sultanato d'Egitto trasportava carbone in Italia via Biserta e dalla Francia metropolitana all'Algeria. Gli USA si occuparono di proteggere i convogli diretti a Gibilterra, mentre la Royal Navy, sotto la persona del comandante navale nel Mediterraneo Gough-Calthorpe, organizzò il primo dei convogli che da Porto Said arrivavano nel Regno Unito verso la metà dell'ottobre 1917. Gough-Calthorpe chiese anche di dirottare a questo scopo alcune navi impegnate nel blocco del Canale d'Otranto, ma l'Ammiragliato diede parere contrario. Gli U-Boot rimasti nell'Atlantico cominciarono a colpire le navi nelle acque territoriali britanniche, quando si disperdevano per raggiungere i porti di destinazione, ma col passare del tempo anche a queste imbarcazioni venne assegnata una scorta.

### Il ruolo dell'aviazione
Nell'aprile 1918 il dirigibile britannico NS-3 scortò un convoglio per cinquantacinque ore, sia di giorno che di notte, anche senza la luce lunare. L'unico modo per non perdere di vista il convoglio era di seguire le luci provenienti dalle navi. Nel luglio seguente la Divisione antisommergibile e il Dipartimento aereo dell'Ammiragliato negarono il permesso di usare i fari da ricerca a bordo dei dirigibili, obiettando che in questo modo veniva pregiudicata l'incolumità stessa del dirigibile, troppo visibile ai sommergibili nemici. Si sperimentò allora l'utilizzo dei fari a bordo degli aerei, ma il loro peso pregiudicava eccessivamente la quantità di carico bellico trasportabile. Alla fine, l'Ammiragliato autorizzò l'uso dei fari solamente a bordo dei dirigibili e in ogni caso per scopi di ricognizione, emergenza o dietro ordine diretto dell'ufficiale al comando del convoglio. Delle 257 navi affondate dai sommergibili durante la guerra, solo cinque vennero colpite sotto l'occhio dell'aviazione di scorta nei cieli. Due di queste navi vennero affondate entrambe il 26 dicembre 1917 al largo di Falmouth, mentre il dirigibile di scorta si trovava a 11 km di distanza, mentre le altre tre navi vennero affondate nel 1918.

## Organizzazione

### Tipologia dei convogli
Furono quattro i tipi di convogli che solcarono le acque di mari e oceani durante la Grande Guerra. Una categoria racchiude i convogli a breve distanza, tipo quelli dalla Bretagna verso i suoi alleati europei o verso i paesi neutrali come la Norvegia. Vi erano poi i convogli militari, da trasporto truppe o da scorta alle navi da battaglia; un esempio è la Grand Fleet, costantemente protetta da uno schermo di cacciatorpediniere e dirigibili in tutti i suoi spostamenti nel Mare del Nord. La terza categoria è quella dei convogli transoceanici provenienti dagli USA, dal Canada o dalle colonie oltremare, mentre la quarta e ultima categoria è quella dei convogli costieri, nati soprattutto dalla metà del 1918 per proteggere, facendo ampio ricorso all'aviazione, gli spostamenti delle navi nelle acque territoriali.

### Struttura di comando
Per gestire il sistema dei convogli la Royal Navy istituì nell'Ammiragliato una nuova Divisione movimenti mercantili con annessa una Sezione convogli per lavorare in sinergia con il ministero delle spedizioni e la Naval Intelligence Division. Prima di questo nuovo ufficio i convogli venivano seguiti dai comandanti navali distrettuali, con l'Ammiragliato coinvolto solo per le questioni generiche quali ad esempio la rotta da seguire. Della partenza dei convogli veniva informato anche l'aviazione (a causa del decentramento del comando, tuttavia, il Royal Naval Air Service non aveva modo di scegliere la composizione della forza), mentre i criptoanalisti della Room 40, la sezione dell'Ammiragliato preposta a questa attività, forniva ai comandanti dei convogli le informazioni circa la posizione degli U-Boot. I convogli costieri erano invece appannaggio dei comandanti distrettuali.